# Maître de Calci

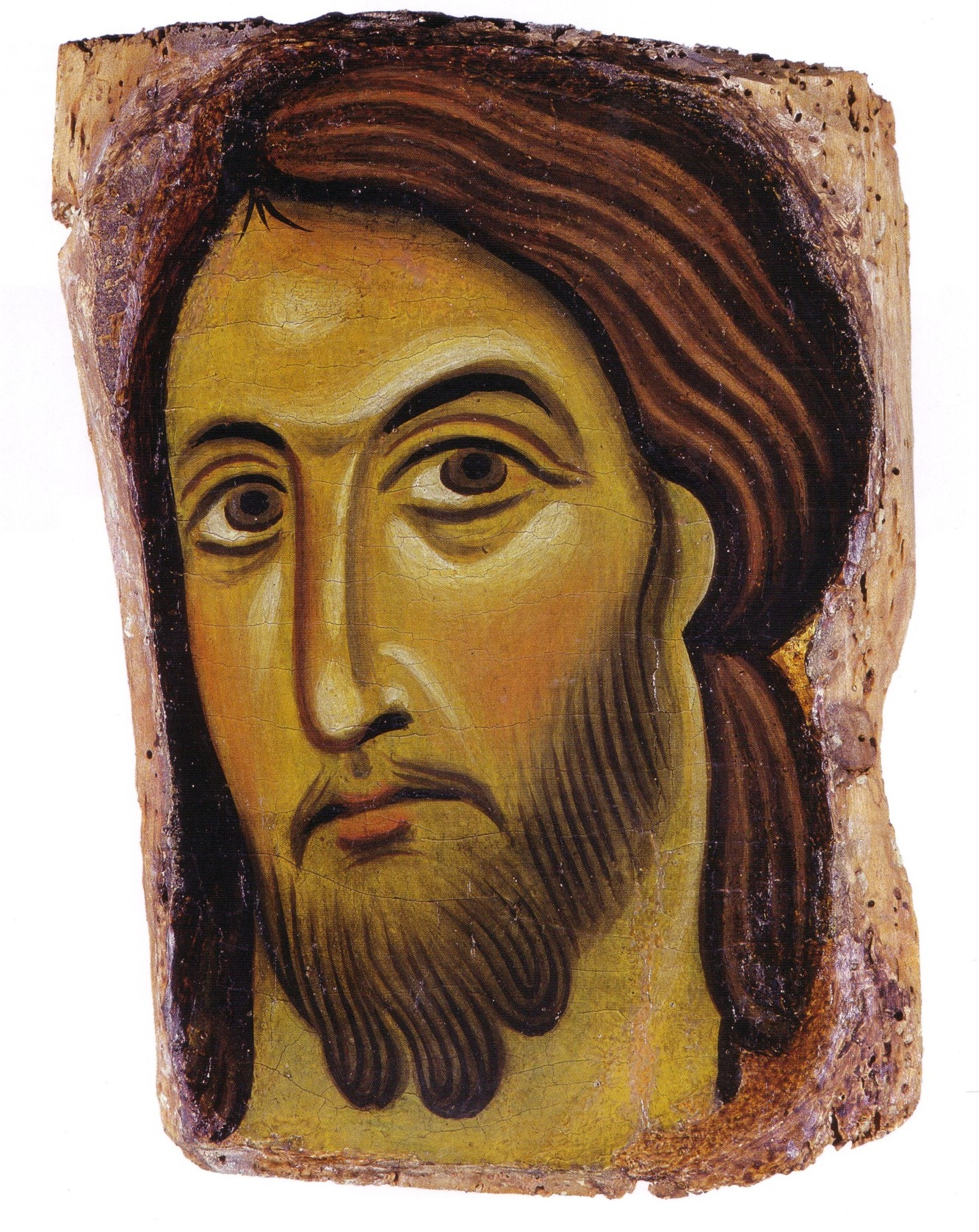
Tête de Christ, Calci, église San Giovanni ed Ermolao.

Le Maître de Calci  (en italien, Maestro di Calci ou Maestro della croce di Calci) 
est un peintre anonyme, actif à Pise entre 1240 et 1260 environ,
de facture essentiellement lucquoise (Berlinghieri) mais influencée par la peinture pisane (Giunta Pisano)
Ragghianti est à l’origine de sa définition en 1955, le dénommant d'après un fragment de crucifix conservé en l'église paroissiale de Calci, près de Pise.

## L'Œuvre
D'abord considéré comme un maître de stricte facture lucquoise, « personnalité anonyme de l'entourage des Berlinghieri », une partie de la critique récente insiste désormais sur le fait que son style tient compte des leçons du pisan Giunta Pisano,. Ainsi, pour Burresi-Caleca, l’œuvre réunie sous son nom se définit à partir d’une interprétation des formes et des modulations lumineuses de Giunta : l'accentuation par des traits lumineux du clair-obscur renforce ses effets plastiques et expressifs, amenant d'ailleurs des résultats assez similaires aux dernières œuvres de Berlinghiero Berlinghieri (par exemple dans le Crucifix de Fucecchio, lui-même vraisemblablement influencé par Giunta).

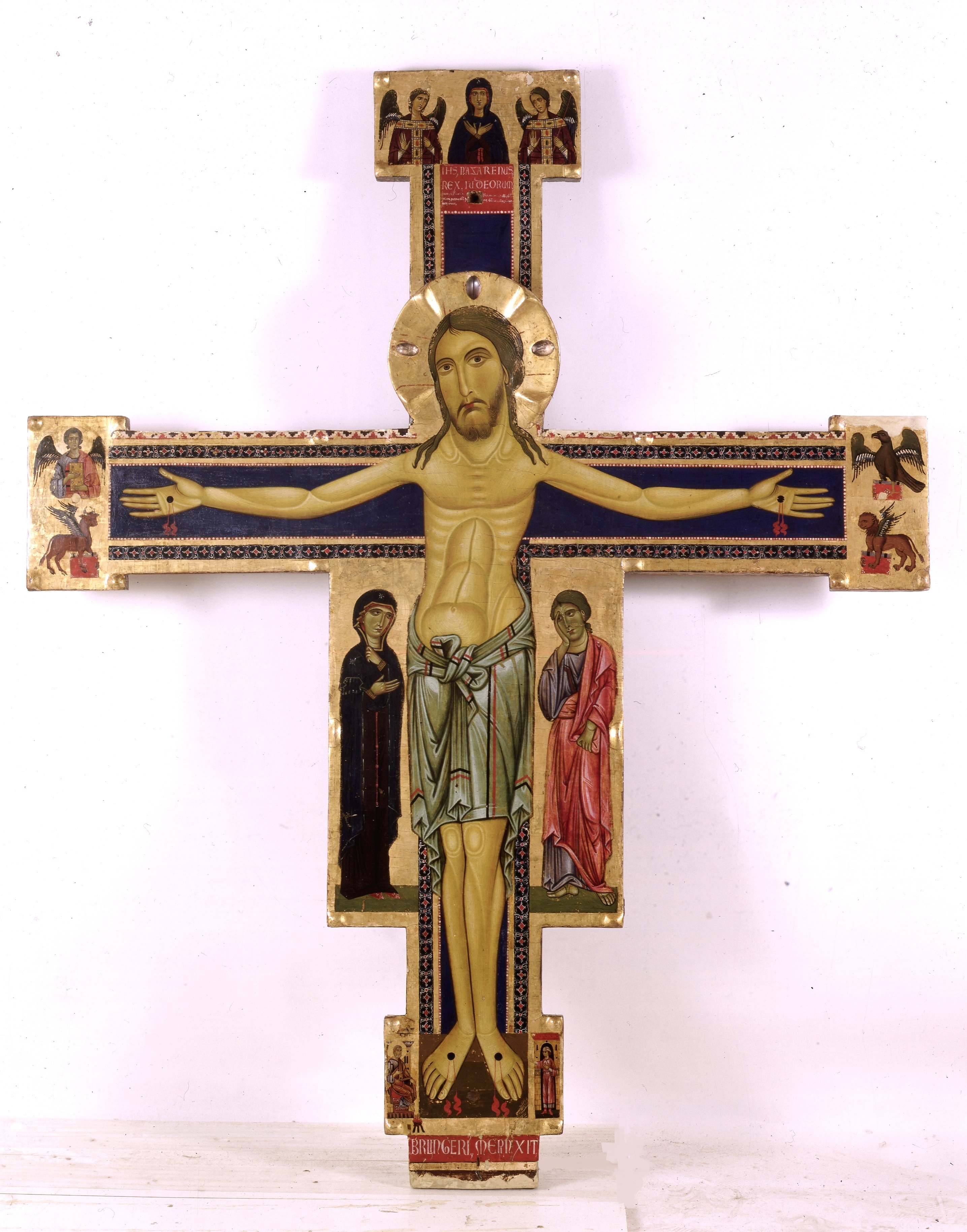
Berlinghiero Berlinghieri, Crucifix de Lucques
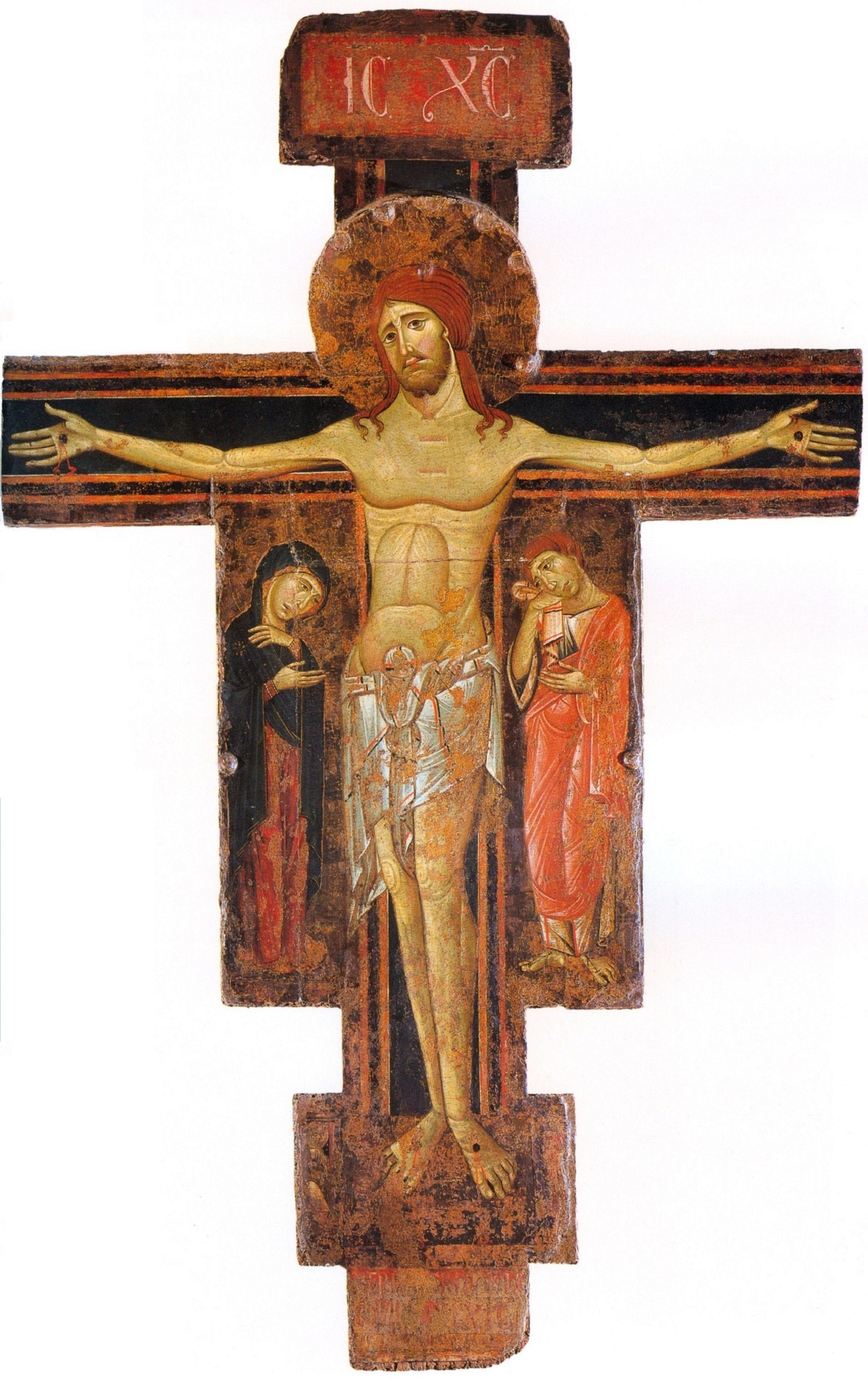
Berlinghiero Berlinghieri, Crucifix de Fucecchio

Son traitement du thème traditionnel du Christus triumphans, en particulier celui du visage du Christ, s'appuie sur des procédés caractéristiques, qui ont servi de critères au regroupement effectué par Ragghianti : forts contrastes de lumière sur le visage, l'oreille gauche en forme de demi-lune, la barbe finement ondulée en traits fins mais fortement différenciés, les ondulations ligneuses des cheveux, la raie et les petites mèches à la racine de celle-ci...

### Crucifix (fragment) - Tête de Christ, Calci
Garrison publie pour la première fois cette œuvre en 1949, l'attribuant à un artiste de facture lucquoise du milieu du XIIIe siècle. En 1955 elle devient l’œuvre éponyme du maître de Calci, autour de laquelle Ragghianti regroupe des œuvres berlinghiesques similaires.
Carli en 1958 et, plus près de nous, Ferretti en 1987 confirment l'attribution, ainsi que Burresi et Caleca en 1993, ces derniers rapprochant plus précisément l’œuvre de celles de Bonaventura Berlinghieri, le fils de Berlinghiero Berlinghieri.

Tartuferi souligne le caractère « indéniablement pisan » de l’œuvre, qui s'inspire selon lui directement de Giunta Pisano.

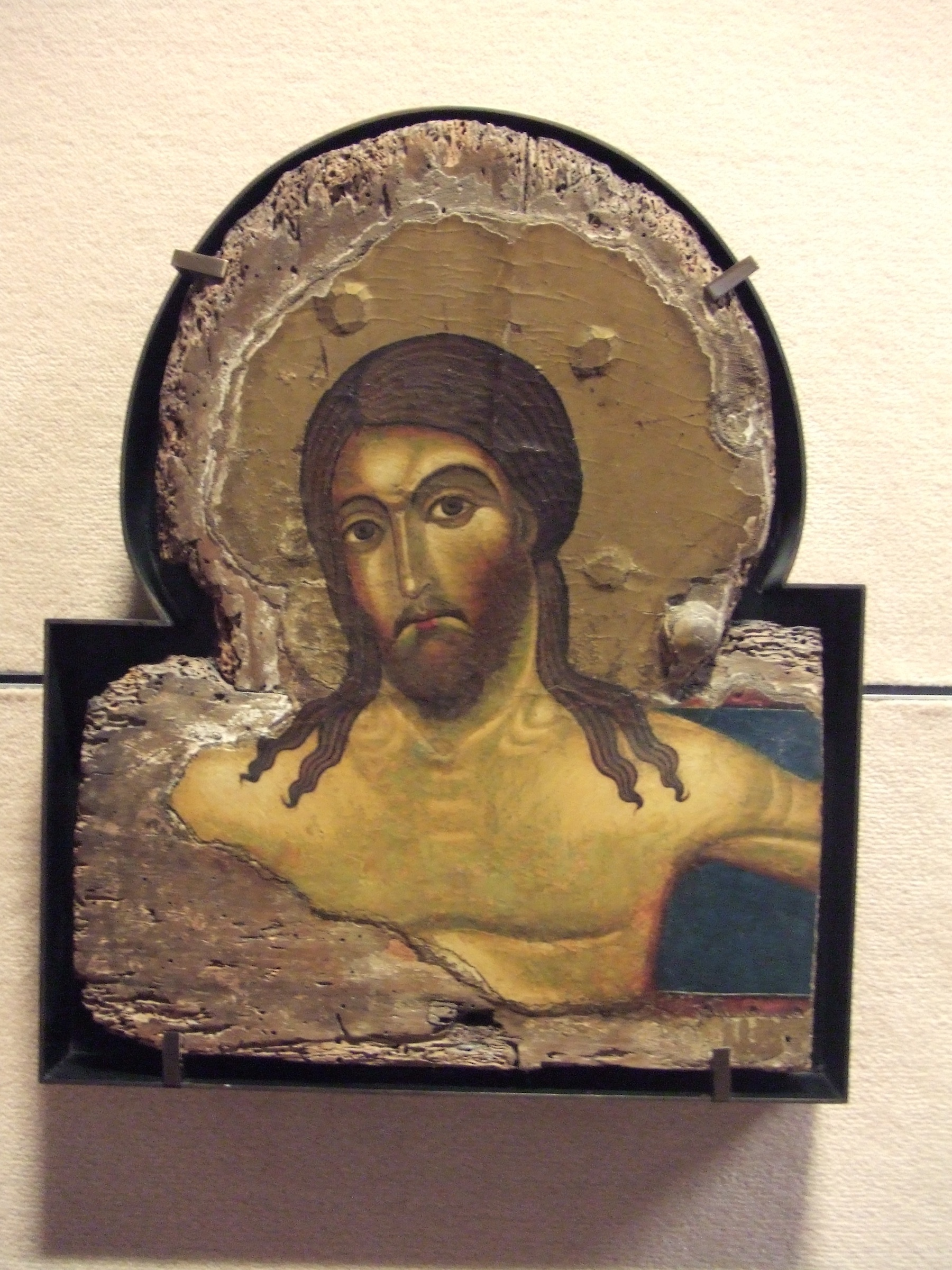
Tête de Christ, Avignon, Musée du Petit Palais

### Crucifix (fragments d'Avignon et Rio)
Pour E. Garrison, la Tête de Christ  d'Avignon est une œuvre lucquoise, ou pisane sous influence lucquoise, de l’école des Berlinghieri, exécutée vers 1245-1255, œuvre que selon une suggestion de Federico Zeri, il rapproche d'un autre fragment un bras gauche du Christ avec saint Jean, autrefois dans la collection Sterbini à Rome, et aujourd'hui au Museu Nacional de Belas Artes de Rio de Janeiro. Les deux fragments proviennent effectivement d'un même crucifix, très proche de celui signé par Berlinghieri (Pinacothèque de Lucques). Cette attribution sera entérinée par les catalogues successifs du Musée du Petit Palais (1977, 1987, 2005) qui attribuent l’œuvre à l'École des Berlinghieri.
Alors qu'en 1955, Ragghianti l'ajoute au corpus du Maître de Calci, E. Carli (1958), quant à lui, y reconnaît la main d'un autre brillant élève de Berlinghiero, maître anonyme dénommé le Maître (du crucifix) de Castelfiorentino d'après le Crucifix de Santa Chiara à Castelfiorentino (aujourd'hui au Musée d'Art sacré de Volterra).
Dans son index des œuvres du duecento, Marques répertorie l’œuvre sous la rubrique « Lucca/Atelier ou entourage local des Berlinghieri » et y voit surtout le point de départ d'un deuxième moment « dans la production de cet ensemble d'ateliers lucquois au XIIIe siècle [...] qui s'affirmerait pleinement avec des œuvres du troisième quart du siècle, parmi lesquelles les diptyques de l’Académie de Florence, les tabernacles de Cleveland et Frick, 
les crucifix du palais Barberini à Rome, 
et du musée Bandini de Fiesole (Garrison no 468), 
la crucifixion du Getty Museum de Malibu, 
le triptyque de Bilthoven, 
etc. ».
Ferretti en 1987 réaffirme l'attribution de Ragghianti au Maître de Calci; avis repris depuis par A. Tartuferi, M. Boskovits et Carletti.

### Le Crucifix de San Paolo a Ripa d'Arno

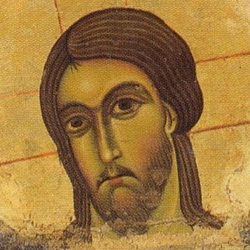
Crucifix de San Paolo Ripa d'Arno

Du crucifix du XIIIe siècle n'a été préservée que la tête du Christ, le reste du corps ayant été repeint au XVIe siècle ou XVIIe siècle.
Signalée par Garrison comme œuvre berlinghiesque, ajoutée par Ragghianti au catalogue du Maître de Calci, la restauration de l’œuvre en 1975-77 a permis de reconnaître encore plus nettement l'auteur du Crucifix de Calci.

### Le crucifix de San Michele degli Scalzi
L'emplacement d'origine de ce crucifix reste très débattu, les critiques se partagent entre l'église San Giovanni Decollato (ou l'église plus ancienne SS. Annunziata dite la Nunziatina) et l'église Santi Cosma e Damiano, toutes deux dans le quartier San Antonio et détruites durant la Seconde Guerre mondiale. En 1942, le crucifix fut transporté au sein de l'archevêché de Pise où elle fut remisée en attente d'une restauration finalement effectuée en 1977-1979 par F. Giannitrapani, restauration qui a enlevé l'ensemble des repeints du XVIIIe siècle et mis au jour les brillantes couleurs médiévales, notamment l'or et le fond bleu éclatants. À noter que c'est le seul crucifix du maître de Calci qui nous soit parvenu entier - pour le corps du christ tout au moins, car tous les panneaux aux extrémités (tabelloni) de la croix sont perdus.
Étudiée seulement récemment par la critique,, l’œuvre dénote des traitements calligraphiques caractéristiques : corps élancé, muscles sombres et striés de rehauts blancs, les forts contrastes de lumière sur le visage - qui mettent particulièrement en valeur le regard légèrement dirigé vers le haut, l'oreille gauche en forme de demi-lune, la barbe finement ondulée, la raie des cheveux, ceux-ci tombant sur les épaules en boucles délicates, le ventre triparti au rayonnement solaire, les genoux symbolisés par des « idéogrammes » rectangulaires et enfin les jambes qui nous semblent grossières du fait de l'inversion de profondeur. Le thème et le fait que ces procédés soient proches de ceux du Crucifix pisan no 20 confirment non seulement l'origine pisane de l’œuvre mais aussi la connaissance de l’œuvre de Giunta Pisano.

### Les fresques de Ghezzano
Les fresques, découvertes récemment (2000) au cours d'une campagne de restauration, sous des fresques du XVIIe siècle, sont divisées en quatre parties sur deux registres : sur le registre supérieur est représentée une Visitation et une autre scène difficilement identifiable, et sur le registre inférieur saint Jean Baptiste et une Crucifixion entre la Vierge et saint Jean l’Évangéliste. Burresi et Caleca parmi les premiers à étudier l’œuvre, notamment le modelé (du visage de saint Jean par exemple) et les jeux d'ombres remarquables, ont proposé une datation autour du milieu du Duecento et l'ont attribué au Maître de Calci.

### Le retable de Sainte Catherine (Pise, inv. 1583)
Ce Retable de sainte Catherine a été exécuté, probablement dans le deuxième quart du XIIIe siècle, d'après un modèle byzantin identifié comme étant l'icône de même sujet située au Monastère Sainte-Catherine du Mont Sinaï. Il s'agit d'une des plus anciennes représentations occidentales d'un saint entouré d'épisodes de sa vie. Ce retable témoigne surtout des échanges culturels entre le monde byzantin et le monde occidental, - plus précisément entre le Mont Sinaï, lieu de pèlerinage, et Pise, alors capitale économique de la Toscane - à l'origine de la peinture dite peinture italo-byzantine.
L'élégance graphique, son style essentiellement berlinghiesque, les contrastes lumineux ont récemment amené la critique à l'attribuer au Maître de Calci.

## Liste des œuvres attribuées

### Le noyau d’œuvres à l'origine du nom de convention
- Crucifix (fragment) - tête de Christ, éponyme, tempera et or sur panneau, 21 × 14 cm, Calci, Pieve di San Giovanni ed Ermolao [Ragghianti 1955]
- Crucifix, tempera et or sur panneau, 182 × 129 cm, Pise, chiesa di San Paolo a Ripa d'Arno [Ragghianti 1955]
- Crucifix (fragments) :
  1. Tête de christ, tempera et or sur panneau, 43 × 34 cm, Avignon, Musée du Petit Palais [Ragghianti 1955]
  2. Bras du Christ et tabellone avec Saint Jean, tempera et or sur panneau, 30 × 60 cm, Rio de Janeiro, Museu de Belas Artes [Ragghianti 1955]

### Œuvres dont l'attribution au Maître de Calci est récente et reste débattue
- Crucifix peint, tempera sur panneau, 230 × 160 cm, Pise, chiesa di San Michele degli Scalzi (mais provenant de l'église Santi Cosma e Damiano) [Burresi-Caleca 1993]
- Crucifixion et saints, fresque, Ghezzano (San Giuliano Terme), église San Giovanni [Burresi-Caleca 2003]
- Retable de sainte Catherine et histoires de sa vie, tempera et or sur panneau et cabochon, 112 × 118 cm Pise, Musée national San Matteo (inv. 1583) [Burresi-Caleca 2005]

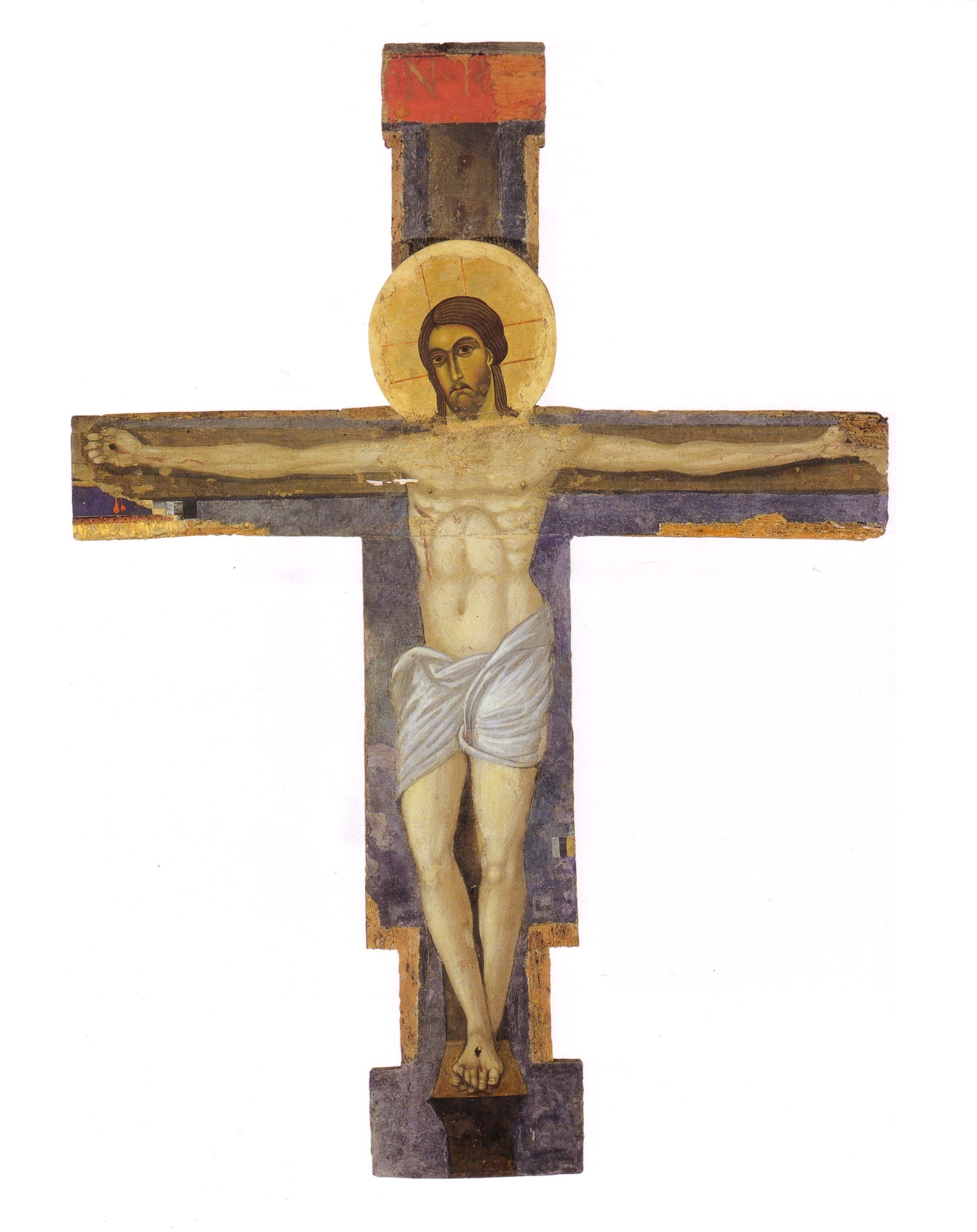
Crucifix, Pise, San Paolo a Ripa d'Arno
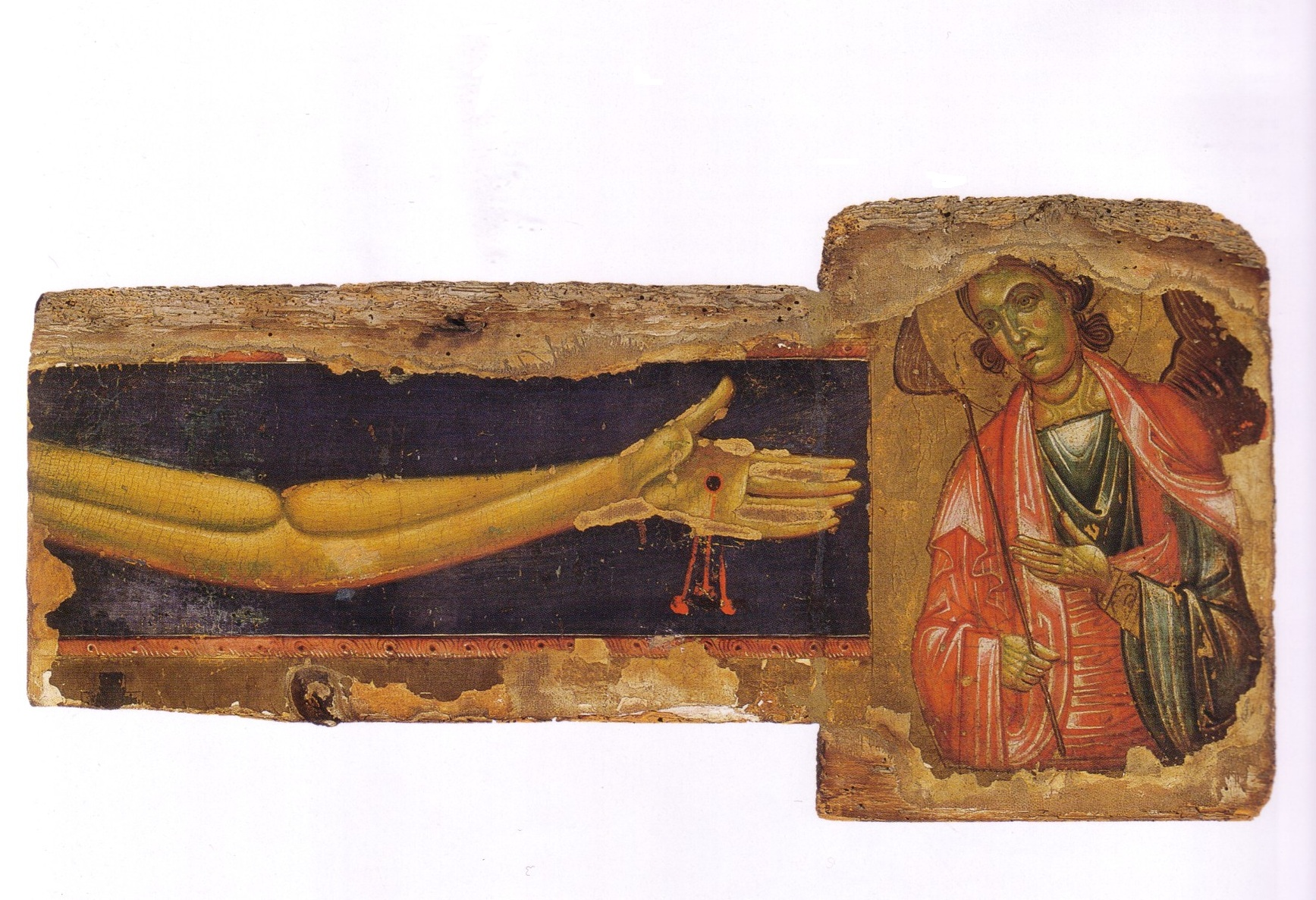
Bras du Christ et tabellone avec Saint Jean, Rio de Janeiro, Museu de Belas Artes
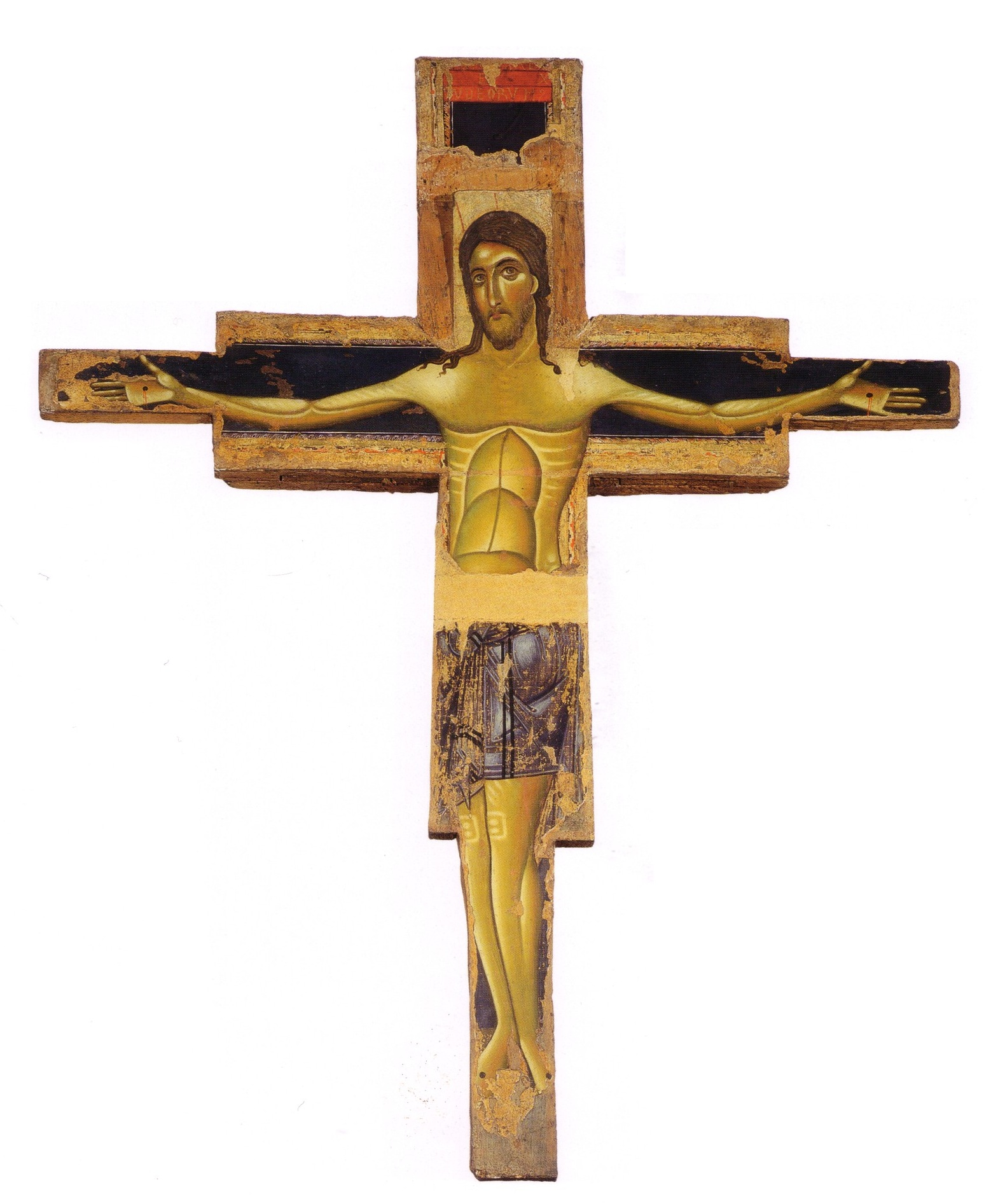
Crucifix, Pise, église San Michele degli Scalzi
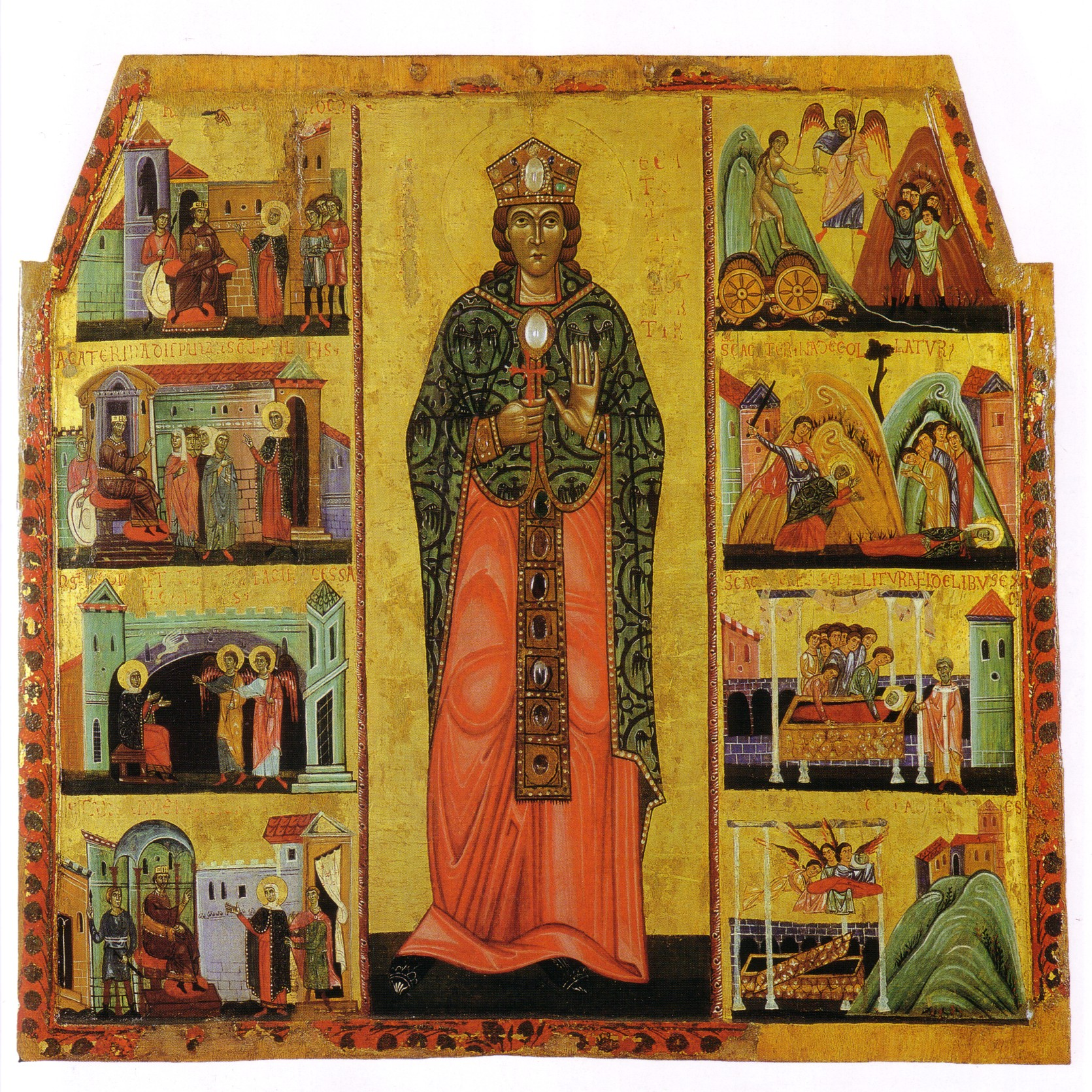
Retable de sainte Catherine, Pise, Musée national San Matteo (inv. 1583)

## Sources
Les sources de cet article sont signalées par le symbole  dans la biographie ci-dessous.

## Articles Liés
- Berlinghiero Berlinghieri
- Giunta Pisano